# Gölen (Voxtorps socken, Småland)
Gölen är en sjö i Värnamo kommun i Småland och ingår i Lagans huvudavrinningsområde. Sjöns area är 0,015 kvadratkilometer och den är belägen 230 meter över havet.